# Madonna di Zaro

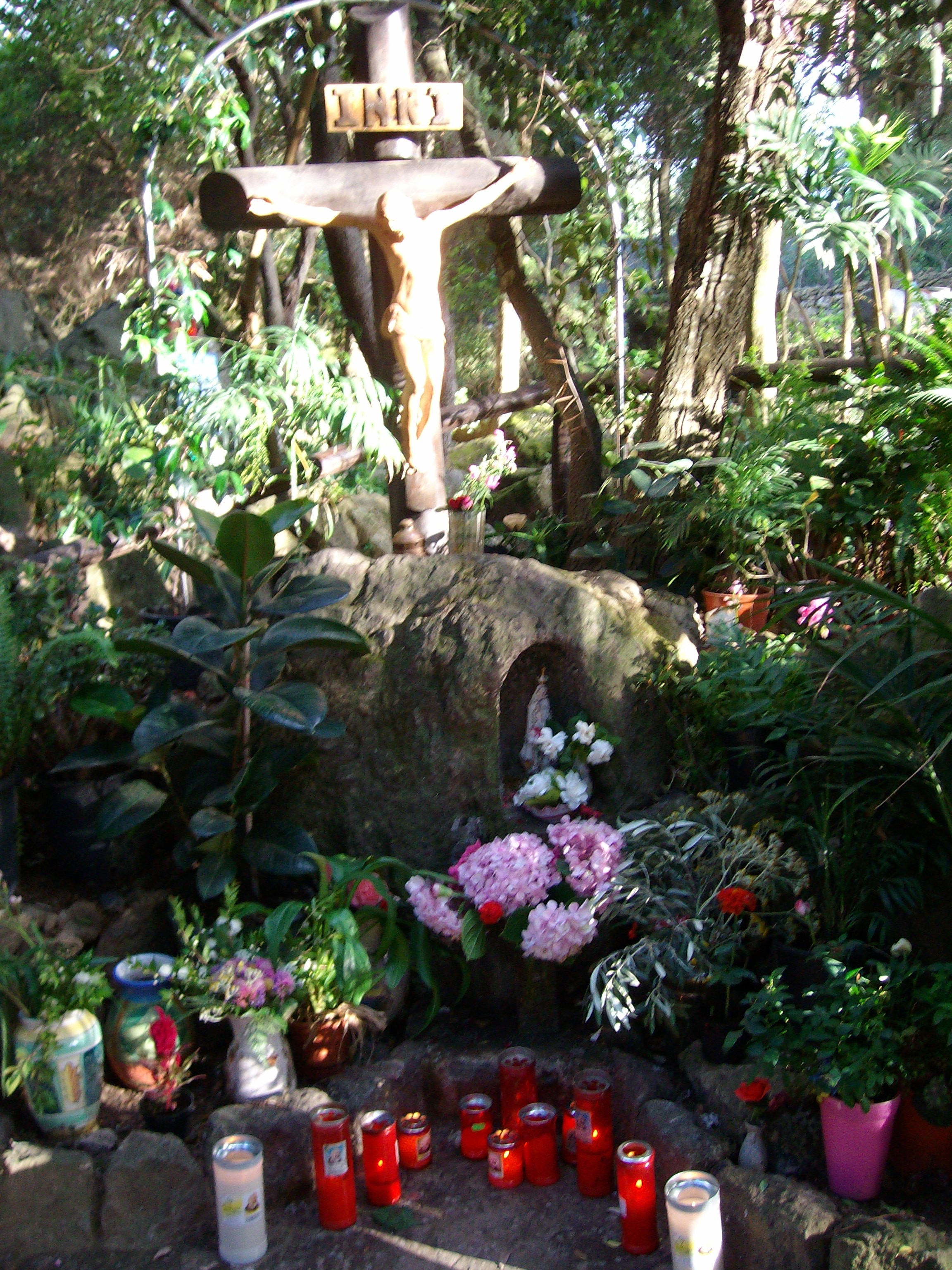
Bosco di Zaro: il luogo delle apparizioni

Madonna di Zaro è l'appellativo con cui viene venerata Maria, madre di Gesù, in seguito alle apparizioni che si verificherebbero dal 1994 nel bosco di Zaro, nell'isola d'Ischia.

## La storia delle apparizioni
Zaro è una località boschiva situata nell'isola d'Ischia - di fronte a Napoli - e precisamente nel territorio del comune di Forio, confinante con il comune di Lacco Ameno. Qui la Madonna apparirebbe, a partire dall'8 ottobre 1994, ad alcuni ragazzi e ragazze.
Inizialmente i veggenti divulgavano direttamente i messaggi che riferivano di aver ricevuto. Successivamente, a partire dal 1995, avendo il vescovo locale affidato al parroco di Lacco Ameno il compito di seguire i ragazzi, i messaggi venivano prima riassunti e poi letti il giorno 26 del mese successivo, dopo la recita del Rosario, nel luogo delle presunte apparizioni.
Attualmente solo due veggenti, Angela e Simona, avrebbero ancora le apparizioni, l'8 e il 26 di ogni mese. Dal 26 maggio 2013 i messaggi relativi vengono di nuovo letti immediatamente.

## Profezie
I messaggi che la Madonna di Zaro avrebbe comunicato ai veggenti contengono anche delle profezie, due delle quali si sarebbero avverate.

### L'11 settembre 2001
L'8 ottobre 1995 il settimanale Epoca aveva pubblicato un'intervista di Federica Raimondi a Simona P., una delle veggenti della Madonna di Zaro. La giornalista si era recata sul luogo delle presunte apparizioni, e aveva raccolto la testimonianza della ragazza, comprendente tra l'altro la "visione" ricevuta dei due grattacieli di Manhattan che crollavano insieme alla Statua della Libertà.
Il 1º ottobre 2002, circa un anno dopo gli attentati dell'11 settembre 2001, il quotidiano ischitano "Il Golfo" aveva ricordato quell'intervista, che Simona non aveva subito ricollegato alla tragedia delle torri gemelle, sia per il tempo trascorso, sia per alcuni particolari discordanti: nella "visione" infatti, si verificava anche il crollo della Statua della Libertà, mentre non erano presenti gli aerei.

### Le dimissioni di papa Benedetto XVI
"Ho visto il Vaticano, il grande piazzale...Poi mi sono trovata all'interno della chiesa...Il Santo Padre Benedetto XVI presiedeva la celebrazione, era circondato da vescovi e cardinali, non c'erano altre persone. Il Papa ad un certo punto ha lavato le sue mani in una bacinella d'oro. All'improvviso gli si è sfilato l'anello dal dito ed è caduto nell'acqua, quindi ha rimesso le mani nella bacinella e quando le ha rialzate erano piene di sangue, ma l'anello non lo ha ritrovato. Poi ha alzato le braccia al cielo come per mostrarle a tutti; lui non sembrava stupito di tutto questo...".
(Dalla visione di Angela dell'8 agosto 2012)

### Israele e Hamas
"...Figli pregate, pregate per il Santo Padre; rumori di guerra e tremori si udranno nella mia amata terra, in questo mondo ormai in rovina, avvolto sempre più nelle grinfie del male..."
(Dal messaggio a Simona del 26 maggio 2014)

### Terremoto in California
"...Vi sarà un fortissimo terremoto in California, e anche tutta l'Italia tremerà. Voi pregate e non temete..."
(Dal messaggio ad Angela del 26 dicembre 2014)

## Il giudizio della Chiesa cattolica
La Chiesa cattolica non si è ancora espressa sui fenomeni di Zaro, anche perché le presunte apparizioni mariane non si sono ancora concluse.
Il 15 agosto 2014 monsignor Pietro Lagnese, vescovo di Ischia, ha reso pubblico il decreto con il quale istituisce una Commissione ecclesiale per indagare sulle presunte apparizioni. Questa Commissione ha concluso i suoi lavori nel 2020, ma non ne ha resi noti i risultati. Nel 2023 i Vescovi di Ischia e Pozzuoli (alla vigilia dell'accorpamento delle due Diocesi), Pascarella e Villano, hanno nominato una nuova Commissione d'inchiesta.

## Riscontri nei media
Il 22 febbraio 2012, nella prima puntata del programma Viaggio a.., trasmesso da Rete 4 e condotto da Paolo Brosio, si è parlato anche delle presunte apparizioni della Madonna nel bosco di Zaro.
Il 7 giugno 2012, nella trasmissione "Mistero" di Italia 1, è stato trasmesso un servizio dedicato alla Madonna di Zaro, con un'intervista alle veggenti Angela e Simona e il filmato di una presunta apparizione.
Il 1º giugno 2013 il quotidiano Giornale dell'Umbria ha intervistato la giornalista Maria Francesca Bene, autrice del libro-inchiesta "La Profezia si compie", dedicato alle apparizioni mariane, e in particolare a quelle che si verificherebbero nel bosco di Zaro.
Sul quotidiano di Ischia "Il Dispari", nei mesi di febbraio e marzo 2015, il giornalista Massimo Coppa ha pubblicato un'inchiesta a puntate, disponibile anche on line e successivamente approfondita, aggiornata e trasposta in un capitolo del suo libro "Misteri di Ischia", edito nel 2017.